# İmampazarı, Pehlivanköy
İmampazarı là một xã thuộc huyện Pehlivanköy, tỉnh Kırklareli, Thổ Nhĩ Kỳ. Dân số thời điểm năm 2011 là 92 người.